# Правило Боруцького
Правило Боруцького стверджує, що доступність кормових об'єктів визначається їхніми морфологічними особливостями, а також морфологічними особливостями споживачів і умовами середовища. Виявлено Є. В. Боруцьким (1960).
Величина доступності корму — різниця (А) між елективністю (Е) і переважальністю (П) корму: А = Е — П.

## Ресурси Інтернету
- Дедю И. И. Экологический энциклопедический словарь. — Кишинев, 1989
- Словарь ботанических терминов / Под общ. ред. И. А. Дудки. — Киев, Наук. Думка, 1984
- Англо-русский биологический словарь (online-версия)
- Англо-русский научный словарь (online-версия)

## Виноски
| Екологія | Це незавершена стаття з екології. Ви можете допомогти проєкту, виправивши або дописавши її. |